# Niphosoma
Niphosoma is een kevergeslacht uit de familie van de boktorren (Cerambycidae). De wetenschappelijke naam van het geslacht werd voor het eerst geldig gepubliceerd in 1943 door Breuning.

## Soorten
Niphosoma omvat de volgende soorten:
- Niphosoma compactum Breuning, 1943
- Niphosoma sikkimensis Breuning, 1957